# 愛気
『愛気』（あいき）は、ISUTOSHIによる日本の漫画。本記事では、直接の続編となる『愛気-S』についても併せて解説する。

## 概要
少年画報社発行の漫画雑誌『ヤングキング』にて連載を開始し、2004年20号から2006年20号まで連載された。この間は、月2回発行の掲載誌に対し隔号掲載という月一ペースでの発表となっている。2006年10月に新創刊された『月刊ヤングキング』に移籍。創刊号となる同年12月号から掲載され、2013年2月号（2012年12月発売）まで連載された。全99話。単行本は少年画報社のYKコミックスにて全14巻が刊行されている。
第99話の「東欧編」完結をもって『愛気』としては一旦終了となるものの、新シリーズ開始に伴ってタイトルを『愛気-S』とリニューアル。翌2013年1月発売の『月刊ヤングキング』同年3月号にて連載を続行し、2013年8月（同年10月号）において同誌が『月刊ヤングキングアワーズGH』へリニューアルされたのを経て、2018年1月（同年3月号）まで連載。

## あらすじ
中学生にして国内の有名武術家を多数撃破するほどであった天才武術家・承久國俊。16歳の時には父以上の実力となっていたが自宅に入った強盗と遭遇時、必要以上に痛めつけるなど強さが仇となった危険な人格が垣間見えたことから、父が生業とする整体による骨格の施術（封禁）を施され、本来の実力の10分の1程度しか発揮できない状態に陥る。その後父は他界し元に戻る術は失われたが、それでもなお他者を隔絶した実力を持つ彼の元に、古今東西様々な武芸者が集い次々と騒動が巻き起こる。

## 登場人物
承久國俊（じょうきゅう くにとし）
主人公。最強の名をほしいままにした天才武術家だったが「人格面に問題があり過ぎたため」16歳の時に父・達國に薬を盛られ、意識を失っている間に特殊な整体を施され、実力の10分の1も出せない体にされる。それでいてなお常人を遙に凌ぐ戦闘能力を持つ。
年齢は推定20代半ば、昭和生まれらしい。極めて燃費が悪く、体格に反してかなりの大食い。食いまくって相撲取り並に肥えても動いているうちに痩せるほど。中途半端に味にうるさい。パンや肉料理なども嫌いではないが、米の飯が食えないと機嫌が悪くなる。
悪人に対しては冷酷にして残忍。ただし善人に対しても優しいわけではなく、絶大な自信からか全ての他者を見下している。本人曰く、「俺は仲間なんぞいらん。友達もいねーけどな（バルボア曰く「友達？ ナニそれ、旨いのか？主義」）」。ストーリーの途中でもバルボアたちと別れ、「見学」と称して騎士団側についていたりする。
美人と見れば自分を倒しにきた相手でも即座に口説きに掛かるが、体も鍛えずに無理やりなダイエットをした女は嫌い。ソープランド無料優待券を紛失した時は、父親が亡くなった時以上に悲しかったらしい。
合気道を基本とするが、見よう見まねでの打撃で｢発勁」すら使いこなす。特に体捌きに関しては抜きん出ており、空中での機動は時に理不尽、器用さに至っては両腕どころか足で「居合払い」を使うほど。しかし、初めての日本刀をいきなり実戦で使用したり、かすめ取ったハンドガンを使用するなど、戦い方に対しては武術一辺倒ではなく柔軟な考えを持つ。全盛時には「G-マジシャン（重力魔術師）」「UFOマン」「ソーサラー」などとあだ名されていた。
烏丸の手引きで引き合わされた蓬麗婆さんの治療と自ら開拓した「省エネ運転」でリミッターが常時70％（瞬間的には80％）にまで向上。ヴェロニカの斬撃を受けたことが切っ掛けで「左腕のみ常時80％（瞬間90％）」となり、左手で頭部に触れただけで相手を昏倒させるほか、相手の攻撃ベクトルを90度そらしたり時間停止・空間固定のような技も使う。しかし、この状態は極めてバランスが悪く左腕のパワーに身体が振り回されてしまう。某所ではこの戦法に反応できるヤツも出てきたためか「全体80％」という技術を出してきた。この状態だと相手の攻撃ベクトルを180度ひっくり返すことも可能。
登場時からしばらくは金持ちの母親にたかって生活していた（高卒）。母・彩香の伝手で綾武大非常勤講師ともなるが、翌年には契約を打ち切っている。東欧某国からの帰国後は再び契約（准教授扱い）していた。
國俊のオリジナル技
当人曰く、隠し玉的な技は「トランプタワーが組めるくらい」ある。
風歩（ふうぶ）
相手の予測からずれた方向に移動することで視覚的錯覚を引き起こす歩法。
雷歩（らいぶ）
風歩の上位技。残像で相手の周囲を壁のように囲む。
奈惰嶺（ナダレ）
別名・居合払いと呼ばれる決め技。最初の一発から払いの連打によって相手を空中でお手玉のように振り回す。相手の力みなども利用して振り回しており、受け手は脳震盪とムチ打ちの症状がでる。一撃の払いで投げ飛ばすだけなら脚でも可能。
雷迅（らいじん）
ナダレを上回る圧倒的スピードの払い技。だが肉体的限界（80％）に近付くため、リミッターが掛かった状態では連発が利かない。

承久達國（じょうきゅう たつくに）
國俊の父親、故人。武術家としては二流だったが、その知識・技術を応用した整体技術では超一流と言われた。
國俊を｢本物の天才｣と認めていたが、その傲慢で冷酷な性格を危惧し、体の関節に手を加えて全力を出そうとすると外れてしまうよう細工した。その技術に関しては同業者の蓬麗にも解らないことが多い。
城厘（きづき りん）
十禅寺高校理事長の孫娘。國俊に師事しようとし、彼を戦いの日々に誘った。彼女を「お嬢」と呼ぶ蓬明とメタラに付き従われている。武術の腕はなかなかだが、常識人の性格と非力さのために達人たちの中では見劣りし、苦戦が多い。努力家で真面目な性格で、物語の途中からは研究のためにいつも國俊の動きをカメラに収めようとするカメラ小僧になってしまった。國俊からも明言はされていないが、その熱心さと技を学び取り吸収する部分は評価されている。
十騎長・烏丸小助の件が片付いてからは巳卯から十騎長（生徒会副会長）に指名された。
十禅寺高校を卒業後、綾武大学に進学。
城治（きづき おさむ）
十禅寺高校理事長で厘の祖父。ヨーロッパの某国に滞在しており、学園を留守にしている。昭和の伝説の異名を持つ宝寿兼音と接触しており、バルボアを使いにして國俊を呼び寄せた。
武術家としては二流だが、戦後最高レベルの鍼師として有名。ただし鍼師としての腕を生かしてバルボアと景安が苦戦していたアンドリューをあっさり撃退していたりもする。
鷹取巳卯（たかとり みう）
十禅寺高校校長の娘で十禅寺高校筆頭（生徒会長）。実は國俊の従姉妹。陰謀により城厘と敵対していたが、烏丸一派との抗争の中で和解。城よりは実力が上。従姉妹だけあって國俊と性格が似ており、勝ち気で乱暴、かつ無鉄砲。國俊にキスをしたり色仕掛けをしたりと親しげだが、｢彼氏にするのは今のところパス｣だという。演説を始めると長いが、父親譲りとのこと。十禅寺高校を卒業後、綾武大学に進学。愛気-S・6巻にて大学2年生となり某所に押しかけてきた。黒月の追加要員・ギュンターと戦い圀俊同様の「時間停止」を使ってみせるが、全力で仕掛けても停止させられる時間は圀俊の1/10程度で動きを止めても続く攻撃が追い付かないなど未完成。
鷹取達仁（たかとり たつひと）
十禅寺高校校長で巳卯の父親であり國俊の「おじ」。理事長の留守中、学園の乗っ取りを画策していると言われていたが一部の十騎が流したデマだった。
國俊を高く評価しており、（リミッターも含めて）その実力を披露出来ない現状を惜しんでいる。
景安アケミ（かげやす アケミ）
綾武大学に通う女子大生。高校時代に國俊に師事しており（彼を｢センセ｣と呼ぶ）、封禁状態の國俊ならば凌ぐほどの腕前の持ち主。本来の技は「捕り手術」で十手や捕り者道具を使う。快活でさばけた性格で、やや天然キャラ。烏丸大基と交際しており、國俊に師事したのも烏丸と同じ大学に行くためだった。烏丸の暴走を止めるためにかつての師である國俊を騒動に巻き込んだが、それも烏丸の陰謀だった。実力はあるが素直な性格と戦いぶりを逆手に取られてしばしば敗北・苦戦しては、國俊に後でいびられている。
また、初期は名前（アケミ）が源氏名っぽいといじられていた。國俊が綾武大の非常勤講師となった際には勤務態度があまりに不真面目なため、マネージャー的な立場に納まっている。
蓬明（ホーメイ）
かつて城の祖父に助けられ、その恩義からメタラと共に城に付き従う京訛りで話す中国人女性。十禅寺高校体育教師。幼いころには「発勁」の片鱗を見せるほどの才を持っていたが、10歳を過ぎたあたりからどんどん背が伸びて「技」よりも「力」に傾倒した結果、肉体を駆使した力任せの中国拳法を使うようになる。実力は常人より少し上程度で、イロモノにしか見えない猿渡に惨敗し、筋力の限界を痛感する。
修行の旅を兼ねて城理事長を探しに行き、帰国後は武器術と余計な筋力をそぎ落として練り上げた「勁砲」を使う。
烏丸一派の撃退に加勢した功績を評価され、綾武大学への入学が内定。2度目の大学生活を満喫する予定。
蓬麗（ホーレイ）
蓬明の祖母。鍼と漢方の名人で整体術も使う。烏丸の手引きで景安が國俊に引き合わせた。達國の技術に驚嘆しつつも國俊を治療しリミッターの上限を70％まで引き上げた（実際には60％程+國俊自身が練り上げた省エネ運転）。
蓬明の筋肉偏重に関しては國俊と同様の見解を持つ。
メタラ
蓬明と同じく城の祖父に恩義があり、城に付き従うイギリス人女性。十禅寺高校英語教師。ガス圧を高めてあるなど、限りなく実銃に近いリボルバーのエアガンを駆使して戦う。拳銃使いなので、武術の心得はない。景安に翻弄され、蓬明と共に修行の旅に。帰国後は装備をリボルバーからオートマチックに変えた。ライフルによる狙撃もこなす。
國俊と肉体関係が有るが、恋愛感情は一切ない。
烏丸一派との戦いには直接関与していないが、蓬明らのついでで綾武大入学を許可された。
東雲彩香（しののめ あやか）
國俊の実母。美容整形の大手、シノノメビューティー総帥のセレブ。幼いころに國俊の天才と残虐さに心を痛め、徹底的にトラウマを擦り込むことによって、自分には頭が上がらないように仕込んだ。國俊をやりこめられる唯一の人物（曰く、悪魔を育てた大魔王）。
物語の背後で何かと暗躍しているが詳細は不明。國俊の父親である達國と離婚してから数度の再婚・離婚を繰り返し（計三回のバツ三）、國俊の弟「天保兼元」をもうけている。
ブル
本名・古川。チンピラ養成校と言われる万代工業の番長。チンピラ社会の基準でいえば腕っ節が強い部類だが、命に関わる戦いなど縁がない一般人。元々身体的には恵まれていて、各種格闘技を齧った際には「本気でやってみないか？」と誘われていたが、本格的に打ち込むことはなかった。紆余曲折を経て何故か承久の3番弟子になった。その結果、承久の気まぐれで武道家たちの抗争や、果ては戦場での殺し合いにまで巻き込まれてしまう。家族は家事が苦手な母親のみという典型的な母子家庭で、訓練教官となったダグラスには父性を感じていた。
烏丸一派との戦いでは、偶然により最終戦のキーマンとなった。その後國俊の呼び出しにより、ある日突然革命軍に強制入隊させられてしまい、嫌々ながら兵士としての訓練をうける。「後に承久から戻るように言われても、自分から進んで革命軍側に残ることを選択した。
帰国後は自身の経験を周囲に吹聴するが、まったく信じてもらえず、ヤクザの運転手に就職していた。その後またもや國俊と出くわしてしまい、強引にアメリカに同行させられてしまう。某所では達人「ブル・ザ・インフィニティ」として表看板に祭り上げられる。
愛気-S・5巻収録の外伝「ブルる」では、帰国直後に自身のグループが元・十騎衆だった男「永正」に乗っ取られており、殴りこむも返り討ちにされる。承久・景安の干渉（間違っても「手助け」ではない）を受けて勝利するが、自分が仲間だと思っていたメンバーが単に威勢が良かった自分にすり寄っていただけと知る（ブル自身もかなり横柄な扱いだったが）。
天保兼元（てんぽう かねもと）
東雲彩香の息子で國俊とは異父兄弟。理論的な解析とプロデュースは一流。武術の腕はからきしだが、その内面は國俊や母親と同類。
國俊らとは敵対する側だったが何故か綾武入りが決まっている。
烏丸大基（からすまる だいき）
綾武大学の学生。両こめかみの古傷による視野狭窄症を患っているが、それと引換に卓越した先読み能力を駆使する、底知れない実力の持ち主。実力者ぞろいの綾武大生から精鋭を選りすぐり、彼らを率いて裏にも表にも属さない権力を確立するため暗躍する。自らの限界を測るため、國俊を戦いに引きずり出して実力を回復させ、対決しようと策動していた。國俊に挑みかなり追いつめたものの敗北。意識が戻った後病院から失踪した。その後、経緯は不明だが革命軍に「見習い」として所属していた。
國俊に負けた時の後遺症で現在國俊と同じような「リミッター」が掛かっている状態。しかし存外その状況を楽しんでいる様子。宝寿からは國俊に負けたのは「生真面目すぎるのが原因」と指摘され、内戦終結後はヨーロッパを放浪中。
バルボア
城理事長の使いとして國俊を迎えに来た女剣士。幼いころ宝寿の指導を受けたことがあり、鍔元の部分でわざと曲げた変形刀を使う。國俊が大基と戦った時は最後の最後に現れて危機を取り除いた。烏丸戦後、承久と景安を宝寿のもとへ連れていく。某国内乱終結後は宝寿の下で修行中。
変形刀は通常は突き技をメインにしているが背の部分が厚くなっており「角度の付いた鉈」的な使い方ができるため峰打ちの際の打撃力が高い。國俊の持論は一部認めており、両手利き。
宝寿兼音（ほうじゅ かねおと）
「昭和の伝説」「ラストサムライ」と呼ばれた剣術家。80に届く年齢だが「無流」を名乗り、様々な異形刀とそれを操る日本の剣術から逸脱した技を使う。ただし、年齢のため戦えるのは精々数分。戦闘態勢のままの維持は3分が限界。全力が出せる間は國俊とすら互角に戦える腕の持ち主。若いころは数多くの戦場を傭兵として渡り歩いており、戦闘経験が豊富で近代兵器が相手でもそれらの「穴」を突く戦い方を見せる。女好きも國俊といい勝負で10年ちょっと前までは行く先々で子どもを作っていた。ヴェロニカの母含めて後述の3人以外にも多くの子供がいる。
本来の剣術を著わす代表選手として古刀「天國（てんごく）」を持つ。
日本を出て数十年。即席ラーメンと日本式カレーライスだけは忘れられず、それを手配している城理事長に借りが増えている。その昔、某国の軍人から国内のウラン鉱脈の位置を示す地図を譲られ、いつか必要になるかと中心部を破り捨て情報確度を落とした上でマイクロメモリーカードに分割して保存していた。
シズク
宝寿の娘。妙齢の美女だが、額に大きな十字傷がある。宝寿仕込みの居合を使うが、革命軍支部での戦い以降はヴェロニカに対抗心を燃やして取り回しの良い小太刀に替えた。姉妹の中では長く父親と暮らしていたせいか、理想の男性は人格云々以前に「達人」であるかどうかで國俊に惹かれている。
マルレーヌ
宝寿の娘。喫煙者で、宝寿仕込みの異形刀使い。少々気が短く力に頼る部分がある。当初は柄の両側から刀身の出た双身刀を使っていたが、革命軍支部での戦い以降、十文字鎌槍や十手のような鉤付き刀の二刀流に変えた。
レルリア
宝寿の娘。宝寿の元に居る中では最年少（十代前半）。まだ非力で刀を使えないため、宝寿仕込みの手裏剣術と忍術（潜入工作術）を使いこなす。登場当初は小柄な中学生程度だったが、漫画的表現からどんどん背が縮み、最終的には小学生（しかも低学年）並みになった。
娘三人はそろってカレー（日本式）が大好物。
ヴェロニカ・ユミノフ
宝寿の子であるコーデリアの娘、つまり宝寿の孫。某国革命勢力の支部長を務めている。前述の叔母三名より年上（25歳）。
日本刀の小太刀を武器とし、宝寿から技を受け継いだ母親に習った居合いを使うほか、ドルニエと同じ合気道系の技も使う。國俊にも深手を負わせる相当の実力者。「愛気-S」では景安の雷歩を見て即座に風歩レベルの歩法を（同様にホンの「発勁」を見て刀越しに技を）使ってみせるなど、才能は國俊と同レベル。
某国内乱が政府軍の勝利で終結した後、宝寿の勧めもあって旅に出る。来日して國俊の伝手で綾武大の講師となる。國俊の傍にいれば厄介事含めて刺激にはこと欠かないと思っていたようだが、自身の想像を超える日本の「ユルさ」には驚いており、外国人らしいカルチャーショックとして「日本なのに日本刀を携帯できないのはおかしい」とも言っている。和食に関してはいまいち馴染めず梅干しなどは苦手だが、唐揚げはかなり気に入っている。

### 十騎衆
武術が盛んで稜武大学への推薦枠を持つ私立十禅寺高等学校でも指折りの使い手たちで同校の「生徒会の様な物」。
ナンシー・大関（- おおぜき）
レスリング部。
サンタナ・両国（- りょうごく）
レスリング部。ナンシー・大関と共にまるで男子学生のような容貌をしている。
和同昭文（わどう あきふみ）
剣術部。チタン合金製の模擬刀（重さが真剣の半分程度）を使う。普通は背中側にしか無い腰板が腹側にもある袴を着用している。香取神道流の使い手と紹介されているが、現実の香取神道流の形は一切登場していない。
慶長喜久（けいちょう きく）
キックボクシング部。応永千会と共に國俊に色じかけで接近する。経歴は数年だが、実家が軽業師（サーカス団員）で身が軽く、単純な「投げ」では効果が無い。
応永千会（おうえい ちえ）
空手部。経歴は数年だが、元新体操選手で身が軽く、単純な「投げ」では効果が無い。
寛元（かんげん）
忍術部。歯を剥いて笑ったような地顔。頭には「不忍（しのばず）」と記したバンダナを巻いている。血気にはやる性格で永正の静止も無視して単独で戦いを仕掛ける。通常の武器は手裏剣だが、スナイパーとしてエアガンで烏丸小助の援護に回ったこともある。
明徳（めいとく）
中国武器術。三節棍を使う美女。常に帽子を被っており、國俊に色仕掛けでさぐりを入れる。
「名称不明」
拳法。高校生とは思えない小柄な体格で、承久への色仕掛けを画策した際、寛元からは「お前じゃ児童買春か幼女誘拐に間違われら」と言われていた。
永正（えいしょう）
相撲部。寛元などと結託して承久を倒そうとするが、仲間を平気で捨て駒にする戦い方が國俊の癇に障り惨敗する。愛気-S・5巻収録の外伝「ブルる」ではその後、綾武への推薦を受けられずにドロップアウトしていた。ブルの配下を吸収し某国から帰ってきたブルを返り討ちにしたが、承久、景安の干渉を受けたブルに敗北する。
烏丸小助（からすまる こすけ）
十騎長。烏丸大基の弟。先読みに特化した武術を使うが実力は兄に遠く及ばず、覆面で表情を隠された程度で先読みができなくなる。兄への依存が強く、最後には兄にも見捨てられる。

### 烏丸一派
猿渡誠次（さるわたり せいじ）
中国拳法「猫拳（自称）」を使う、一見すると大学生とは思えない体格と言動の小男。その場で助走を付けて溜めた力で、爆発的な変則移動からの攻撃を行う。小柄で華奢な女の子が好みで城厘に一目惚れする。後に厘と戦う羽目になった際にはなるべく手加減しようとしていたが、そのために動きを読まれて自らのスピードを利用した投げを食らってしまい、K.Oされた。
蟹崎麗（かにさき れい）
鞭道部。竜巻ヘアーに巨乳の鞭使い。遠距離・中距離・接近戦と用途に合わせてカスタマイズした変形の鞭を両手で操る。父親が中学時代の國俊に負けており、その関係で雪辱を果たそうとするが、鞭を破壊されてボロ負け。復帰直後に一度は圧倒した巳卯に両腕を壊され、戦線離脱した。
シャモニ
大阪育ちで中国武器マニアのフランス人。「自分に勝ったら何発でもやらしたる」と対戦前の國俊に不用意な発言をしたため、ほとんど相手にならずに倒されてしまい、避妊もせずに一晩中國俊に嬲られる破目に陥る。最終的には蓬明に敗れて戦線離脱している。
鯨井（くじらい）
甲手（ガントレット）使い。右眼に眼帯をしており、右側に髪を寄せて流した「逆鬼太郎頭」。綾武大臨時講師となった長州（國俊の偽名）に勝負を挑んで敗北。正体を知ってリターンマッチを挑むが返り討ちにされる。この際、一度負けたうえに（相手が承久と知っても）なんの工夫も無く挑んできたため、｢そういう奴は死ぬような目に合わされるべき｣と称する承久にてひどい扱いをされた。セリーヌ鯨井の妹。
羽生（はぶ）
毒使い。格闘能力自体は人並みだが、各種の薬物を気付かれぬように噴霧・散布することで相手を封じ込めることを身上としており、承久にもその手腕を警戒された。外見は可愛げのない小柄な少女だが、烏丸一派を我が物にせんとする野心を胸に秘めていた男である。一人称は僕。
鹿江（しかえ）
カポエラ使い。異常に発達した上半身とかなり細身の下半身という特異な体型（+拳はキレイなのに掌が裸足で暮らしている人並みに分厚く堅い）で脚主体の武術と國俊に看破される。強面の外観とは裏腹に冷静な頭脳の持ち主。正面きって國俊と闘うのは得策ではないと考え、卑怯者と呼ばれることを覚悟で國俊が大基を倒して手負いになった直後に急襲するも、邪魔が入り敗北。
「愛気-S」では猪口と共に「参加者」として登場。國俊に対しては敬意を持って接している。猪口と共にブルの監視兼護衛役を任され、ついでに承久チームとしても参加する。エランテの二人組相手にドルニエと急遽タッグを組んで戦うが敗退・負傷で戦線離脱。
猪口（いのくち）
鎌使い。上半身全体にタトゥーを施していてかなりの貧乳。武術にはこっちのほうが向いているとは言うが、男（オカマ）呼ばわりされると激怒する。天保兼元からのアドバイスもあり國俊に挑むが、善戦したものの敗退。しかし武道家として勝ち目の薄い賭けであっても國俊に挑んでみたい、という心意気を認めた國俊から「いい武道家になる」と評価された。
「愛気-S」では鹿江と共に「参加者」として登場。國俊に対しては素直な敬意を持って接している。鹿江と共にブルの監視兼護衛役を任され、ついでに承久チームとしても参加する。散々待たされた末に赤の竜騎兵のジュリエッタと戦うが、あまりに変則的な戦法で敗退・負傷で戦線離脱。

### 革命軍

#### ヴェロニカの部下
革命軍の騎士団の、ヴェロニカの下に付く者たち。
セリーヌ・鯨井（- くじらい）
前述の同名者の実姉。双子のようにそっくりだが、年齢は四つほど離れている。髪の分け目と眼帯が逆（妹は右で彼女は左）。テイザーガンを仕込んだ甲手を使う。國俊曰く、妹が鼠なら姉は猫程度の実力差。
ジョーイ・ザ・X
見た目はコミックレスラー。装甲付きの仕込みブーツで足技を使う。怪しい言葉遣いで喋る。セリーヌには毛嫌いされていた。
アンドリュー
旧ソ連において行われた人体改造実験（完全に計算された訓練と栄養管理による育成計画）の生き残りで、痛覚などが麻痺している。3ｍ近い図体にバケツ型の兜を被っており、語尾を繰り返す癖がある。強化された肉体のパワーを限界まで引き出すことで、巨体にもかかわらず風歩並みのスピードで動くことが可能（無理な挙動で生じているはずの痛みを感じない）であり、景安やバルボアを圧倒した。同種の実験を受けた者は皆40前に突然死しているため、本人も短命を覚悟しており、太く短い生き方を標榜する。
ハリー
拳銃使い。格闘戦用にカスタマイズした拳銃（マガジンが長く装弾数が増しているほか、グリップなどに相手の武器を受け止めるためのガードが付いている）で戦う。いわゆる｢ガン・カタ｣に近い、射撃に武術をプラスした技の持ち主で、武術家の「読み」の先を「読んで」射撃をする。
「装甲服女」
両手に長爪。全身特殊装甲に身を包んだ女戦士。だが首の後ろは弱点。
「四刀使い」
サーベルの二刀流かと思いきや、長い足にも折り畳み式の剣を付けて戦う4刀流。以上の6名はヴェロニカが城邸に襲撃をかけた時國俊1人に片付けられてしまい、以後登場していない。
カタコンベ
傭兵。銃器や爆弾など様々な武器の扱いに長けているが、武術家ではないので、格闘（ナイフ術も含め）は不得手。現代兵器を信頼している分、素手による格闘や古典的な武器で戦う武術家に勝てないのは納得がいかないらしい。
実はとうの昔に政府軍側に寝返っており、ウラン鉱脈の地図データを手に入れてから武術家たちを城ごと爆破しようとしたが、オブリエットに勘付かれ手傷を受ける。地下の弾薬庫にてダグラスと鉢合わせ、隙を見て襲い掛かるが返り討ちに遭い、こと切れる間際に手榴弾で自分もろとも弾薬庫を爆破した。
オブリエット
ヴェロニカの側近。一見すると執事風の中年。武器術と近代兵器の組み合わせの研究者であり、鞭や鎖鎌の先に分銅状の銃器を連結させた特異な武器を使う。自己の攻撃範囲内では宝寿も逃げ出すほどの圧倒的な実力の持ち主で、ついたあだ名が『閉じた場所（オブリエット）』。鞭の先端からはスタンガンや榴弾など様々な兵器を射出することができ、軌道の予測も困難なだけでなく、戦術にも優れている。
実は30年ほど前、ただの傭兵だったころにヴェロニカの母・コーデリアに一目惚れしていた。努力空しく別の男と結ばれてしまったが彼女に対しての思いは純粋なものだったらしく、遺された娘のヴェロニカに尽くすことを心に決めている。
騎士団の面子でも正体を知るものは少なく、國俊も彼のことは知らなかった。

#### 本部騎士団
ヴェロニカの部下の大半が戦線離脱したことにより本部から増援として送られた面々。
ドルニエ
大きな犬歯と黒いドレスから吸血鬼のような印象の女。西洋では珍しい「合気道系」の技を使う。承久の熱烈的なファンで國俊を「ローシ（老師）」と呼び承久の弟子を自称する。東洋的師弟関係に憧れているのか、景安を「姉デシ」と呼ぶ。パラアスリート用義肢素材を使った道具（見た目はピコピコハンマーか猫パンチ）を「手の延長」として活用する。景安と戦った時に勝っているが、國俊は「怪我をしていなければ景安の方がまだ上」と評価していた。
國俊が「裏切った」時に彼に弓引くことをよしとせず、國俊側につくがヴェロニカの一撃を受け重傷を負う。その後療養していたが脱走（意図的に逃がされた様子）、國俊たちに合流した。
「愛気-S」にて怪我からの復帰後、来日前の腕慣らしを兼ねて訪れたアメリカの某所で國俊たちと再会した。エランテの二人組相手に鹿江と急遽タッグを組んで戦うが敗退・負傷で戦線離脱。回復してきたところで強化兵の実験体（ほぼ出所不可能な囚人）と戦って銃撃を受ける。再び加療状態となるが、そのまま某所が閉鎖されたため追い出される。最後は忘れられていたことでべそをかいていたが、イノシカに誘われて一緒に修行することになる。
デハビラント
つねに煙草を燻らせるダンディな中年。ハリーの師匠にして、銃の達人。3方向に発射可能な円型の変形銃を両手にもって操る。棒の両端にくっつけて使うことも。
マイペースなタイプだが、マルレーヌとの対戦中「喫煙キャラが被る」と文句を言われ、それを見ていたシズクに「負けた方は絶対禁煙」と言われた際には（マルレーヌも一緒に）この世の終わりのような顔をしていた。
カーチス
巨漢の黒人。いかつい見た目とは裏腹に常識的でフレンドリー、軽快なフットワークを持つパワー型のボクサー。ガントレットに近いゴツイナックルで対象を粉砕する人間削岩機。服はそこそこの防弾耐刃仕様。承久のファン1号。
アブロ
口元を隠したヨーヨー使いの少女。無数の仕込み付ヨーヨーを自在に操りサポートタイプの戦闘を行う。承久のファン2号。朝食を食べるときも口を隠したままで食べていた。
ダグラス中尉
本部付騎士団の団長で通称は「将軍（ジェネラル）」。武術家としてよりむしろ軍歴のほうが長く、そのため軍事その物に馴染みのない武道家たちの指揮官を任されている。教官の経験もあるのか、ブルを気に入って訓練を施した。スコップを武器とし、塹壕を掘った土に爆弾など混ぜて、そのまま土を飛ばして攻撃する戦闘スタイル。リミッターがゆるんだ承久にあっさり気絶させられ自信喪失に陥っていたが、ブルの一喝で目を覚まし、2人の間に奇妙な師弟関係ができあがる。
城に攻め込んできた國俊にリベンジを挑むが再び敗北、武器庫で装備を物色している時に爆破するためにやってきたカタコンベと遭遇、銃撃される。ブルの奮闘の隙を突いてカタコンベを倒すが、弾薬庫内で自爆されブルのみを倉庫外に放り出した。
ミコヤン
スキンヘッドに奇妙な文様をいれたナイフ使い。両腕に装備した篭手に複数のナイフを装着し、用途によって使い分けて戦う。バルボア曰く「怪人十徳ナイフ男」。足の義足にも仕込みが有る。
ゴータ
褐色肌のセクシーな女性格闘家。そのセクシーさを活かしたつまみ食いが趣味だという（デハビラント談）。カーボンファイバー製の巨大手裏剣を武器とし、手元の十字剣に手裏剣を装着しブーメランのように飛ばして攻撃する。「将軍」との連携で承久に挑むが、左手だけ90%復活した承久の不可思議な攻撃にあっさり返り討ちにされる。その後、宝寿と國俊に散々玩具にされたうえに森の中に放置されるという屈辱を受け、怒り心頭でリベンジを決意するが、やはり敗れた。
ナカジマ
忍者マニアの日系人。フルフェイスの兜をかぶっているが素顔は外人で、以前から國俊や宝寿には興味を持っていたらしい。隠密活動の能力はずば抜けており、潜伏中だった國俊らを感づかれることなく発見した。きわめて無口だが口を開くとかなりの毒舌。ワイヤーやテグスを使った戦い方は國俊との相性から善戦した。

## 愛気-S以降の登場人物
相鉄（そうてつ）
往年名を馳せた空手家。かつては國俊をして一度は立ち会ってみたいと思わせた人物だが中々に喰えない性格。國俊とヴェロニカ、景安（オマケでブル）をアメリカの某所に誘う。某所のお偉いさんとも繋がっているが、真意は不明。
本業は和食の料理人で、これまでに登場したキャラの中では國俊を上手くあしらっている。登場時にはBMW・イセッタに乗って現れた。
ダーナ
アメリカ某所にて、呼び集めた武道家たちのマッチメイクとデータ収集をしている女。肩書は「部長」。後述の竜騎兵メンバーに「強化処置」を施し、そのデータから服役囚に強化を行なっている。
スタフォード
アメリカの国防長官。将来的な戦争を見据えて、より効率的に低リスクで戦果を挙げられる軍隊を作ろうとしている。ドーナツが大好物。
ジェシカ
相鉄の前に現れた爆乳美女。黒月がやっている某所のデータハッキングに黙って相乗りしている。

### オルレアン
フランスを拠点に暗躍する女ばかりの武闘集団。全員揃って健啖家で相鉄が用意していた食材を食いつくした。
ナデージュ
オルレアン筆頭の直系ではあるが、実力はフェンシングで全国5位入賞と、達人ぞろいの中では素人レベル。ただし、そんな彼女から見てもブルは雑魚だった。
ラミー・ブレア
50口径弾をいなす扇使い。オルレアンの先発として某所入りしていたが、カジノを冷やかしていたところを國俊に遭遇。互いにイカサマを仕掛け合った末に負けてしまい、預かっていた組織の軍資金を取られてしまう。「測定」で当たった景安を相手に憂さ晴らししようとしたが、こちらも苦戦した末に乱入してきたヴェロニカに敗退した。
ウサギ（仮）
各種装備を仕込んだ盾で多種の戦法に対応する盾使い。見た目は若いがメンバー中最年長の38歳。甘党。
カサンドラ
身長2m50cmという大女。実家は外交官を務める裕福な家庭で結構面倒見が良い。ヒルデ曰く「身体を使いこなす天才」で、才能だけで習った以上の成果を発揮できるタイプ。拳法を基本として強固な正中線と軽量な体操選手並みの動きを誇る。後述のビアンカの戦法を利用するためにプロテクタに磁石をしこんでいるほか、片手斧と爆発するナックルを兼ねた小型盾を使う。
ビアンカ
トサカ飾りに楕円形サングラスと某光の超人風コスプレという印象の女。カサンドラと共にブル（とナデージュが勘違いしたシカ）にハニートラップを仕掛ける。その後、ヴェロニカと対戦し、電磁石付きの武器を使った搦め手を使うが敗北。
ご隠居 / ヒルデ
ナデージュの祖母。宝寿には過去に口説かれたこともあるといい、面識があったらしい。普段は歩行もままならない様子だが、宝寿同様に先読みに特化した化け物クラスの達人。
リューナ
ヒルデの娘であり、ナデージュの母親。武闘派として名が売れすぎて国に目を付けられたため、ナデージュにリーダーを任せたが実力は健在だったが、「強化」された竜騎兵の特殊装備と戦術に実力を発揮できずに敗退。

### 黒月旅団
ドイツに本部を置く暗殺請負会社。三派の中では負けが込んでいる。
団長/カール
包帯状の覆面で顔を隠したオカマ。サブカルチャーにも詳しく、秋葉原に店を持っている。全身を覆う包帯はスタンガンの端子と電流を自身に流さないための絶縁体で、素手では触れられないという反則仕様。さらに手袋に繋いだ釣竿状のパーツから通電ワイヤを放つ。その本領は脚技使いでダンスに近い動きで軽やかに舞う実力の持ち主。シカによると彼が参考にしたダンスチャンピオンの動きに似ている。
相鉄や後述のホンがストライクな好み。
副団長ほか2名
副団長は鞭使い。鉤爪使いの小男とコンビ技を使う。もう一人のマスク男は水鉄砲（工業用ウォーターカッターレベル）を使う。
ウェブスカ
柔術家。衝撃吸収ゲルとケブラー繊維を重ねた特製の道着（真っ黄色）で相手の打撃をしのいで関節技に持ち込む。サブアームとしてトンファーも使う。
ギュンター
増援として呼ばれたメンバーで肩書は支部長。軍隊格闘技や空手・柔術・中国拳法のハイブリッドながら正統派の格闘家。敗退後も帰国せず、運営からデータをハッキングしようと暗躍する。

### 赤の竜騎兵
スペインを中心に暗躍する武闘組織。「使える物はなんでも使う主義」で正々堂々という概念は持たない。3人がかりで承久に完敗し、某所で研究中の「強化処置」を受ける。この処置によって反射速度や肉体的限界は上がっており、某所内で収集されたデータから達人の劣化技（圀俊の「雷迅」やヴェロニカの「居合い」）を使用する。試作段階であり、現時点では反動で再起不能となる可能性が高い。
副司令
スキンヘッドの男。甲手と刃物を埋め込んだ防護スーツで格闘戦を行う。下の毛に拘る変態。強化処置の試作としてリューナと戦う。超高周波電動ノコギリや音響スキャナー、指向性音響兵器を使うようになる。
ジュリエッタ
鎌使い。普段は「ムンクの叫び」のような仮面をつけている。義眼に仕込んだレーザーポインターや鎌に仕込んだ瞬間接着剤、トウガラシスプレーなどを使う。強化処置の試作として景安と戦う。レーザースキャナーを備えた暗視ゴーグルを装備するなど夜間や暗闇での活動に特化する。
パンチョ
重量級。上半身を覆うエアバッグで防護した状態で突進、転がりながら自動車並みの衝撃で撥ね飛ばす。強化処置の試作の試作として相鉄と対戦する。「反応速度が5割増し」となっていたが、反応の良さを逆手に取った時間差攻撃で敗退。

### エランテ
南米の闇ネットワークに根を張るチーム。
ポーラ
エランテの派遣チーム主任。顔色の悪い女で黒月の団長とは昔馴染み。武器として併用可能なサーフボード大の盾を使う。
ゴンザレス、ゴメス
エランテの派遣チームメンバー。
ゴンザレスは弾道制御が可能なエアガン2丁（弾は爆裂弾や催涙弾、実戦では毒物も）を使う。
ゴメスは打突時に強烈な震動（骨伝導レベル）を発生させるマラカス型の打撃武器2つを使う。
状況に応じて互いの武器を１つずつ交換した変則戦法もあり。マラカスは互いに打ち合わせることで近距離なら空気伝いに震動を伝播させるほどの共鳴を起こす。使うほうは耳栓してもかなりキツイため最終手段。鹿江とドルニエに勝利するが、景安に敗れる。
ホン
ポーラからは「師範」と呼ばれている。中国本土でもほぼ絶滅状態の武術を伝える達人の一人。刀術や「発勁」のほか、脚に付けた鎖を変則的な「暗器（隠し武器）」としても使う。